# Arnoldy Nunatak
Arnoldy Nunatak är en nunatak i Antarktis. Den ligger i Västantarktis. Argentina, Chile och Storbritannien gör anspråk på området. Toppen på Arnoldy Nunatak är 1 473 meter över havet.
Terrängen runt Arnoldy Nunatak är lite kuperad. Trakten är obefolkad. Det finns inga samhällen i närheten.